# 帆鰭鱸鯒
帆鰭鱸鯒（学名：Pteropsaron evolans），又名帆鰭鱸鰧、鴨嘴鱚，为鴨嘴鱚科帆鰭鱸鰧屬下的一个种。